# じゃがバター

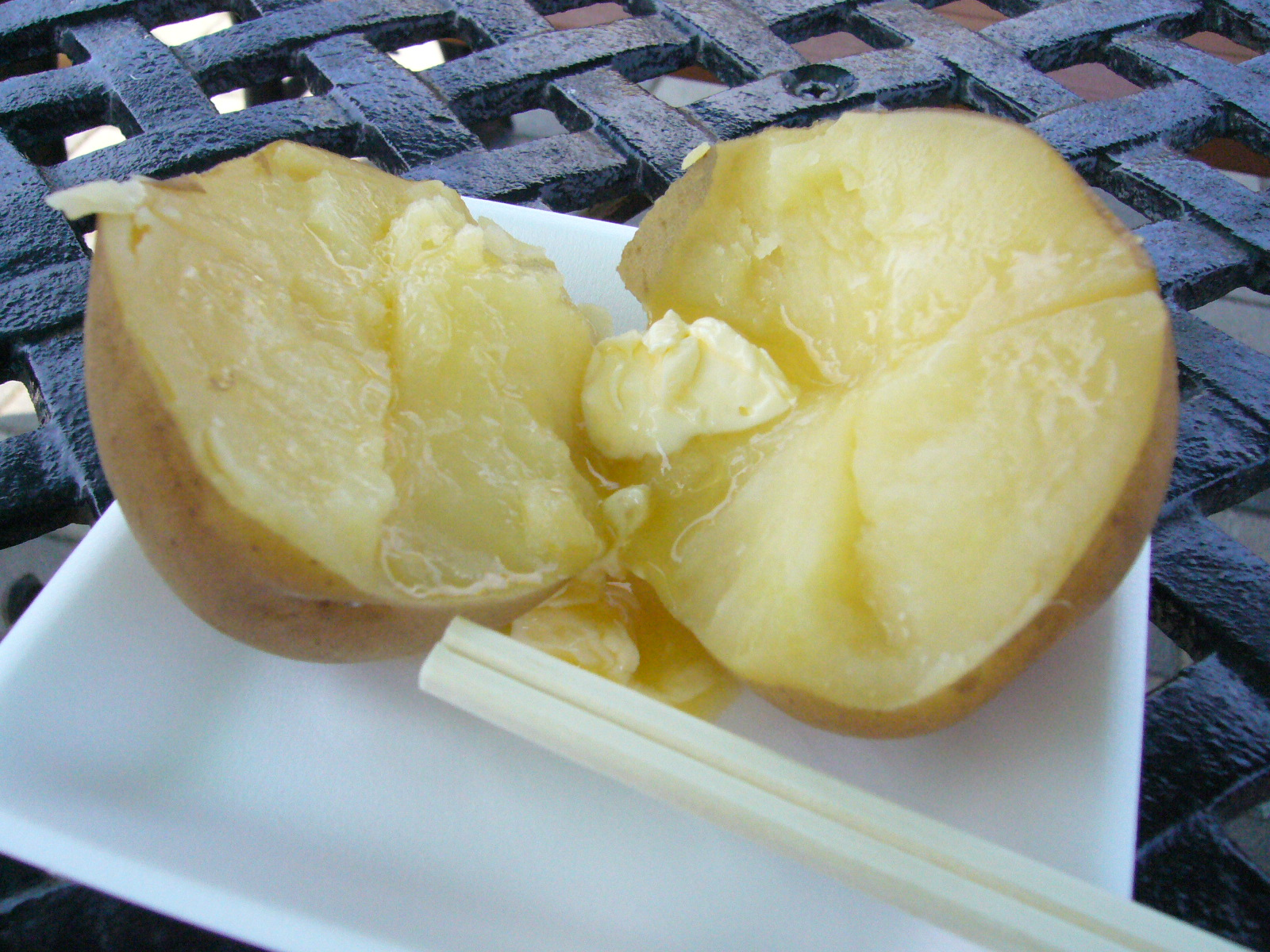
じゃがバター

じゃがバター（もしくはじゃがバタ）は、加熱調理したジャガイモにバター（マーガリンで代用されることもある）を添えた料理。

## 概要
茹で、焼く、蒸すの加熱調理を施したジャガイモに、バターを添えた簡易な料理。飲食店によっては、バターの上にパセリが振られていることもある。
居酒屋や祭の屋台などで供されており、レトルト食品もある。屋台で売られる場合には、コストの関係からバターの代わりに業務用の缶入りマーガリンが用意され、必要量をジャガイモの上に取るセルフサービスが採られていることもある。
ジャガイモの一大生産地であり、バターの原料である乳牛の飼育数も豊富な北海道の各家庭では、おかずやおつまみ、おやつとして供される。付け合せにイカの塩辛・醤油・塩・砂糖などが添えて食される。居酒屋では、焼いたサケのほぐし身や加熱調理されたトウモロコシなどを一緒に挟み供することもある。

## 代表的な作り方
1. ジャガイモをよく洗い、竹串が抵抗無く通る程度まで軟らかく加熱調理する。調理の方法は塩茹で・焼く・蒸すなど、さまざまである。
2. 加熱したジャガイモに、バターを添える。

皮は付いたままの場合も、剥く場合もある。また、加熱調理の後は好みにより、フライパンやオーブンなどで焼いて焦げ目を付けることもある。他にも電子レンジとラップを用いた方法など、調理方法は多様である。